# 미부치 다다히코
미부치 다다히코(일본어: 三淵 忠彦, 1880년 3월 3일~1950년 7월 14일)는 일본의 판사다.

## 생애
아이즈번사의 아들로 태어났다. 제이고등학교를 졸업한 뒤 도쿄제국대학 법학부에 들어갔다. 하지만 부모가 사망하면서 학업을 중단했다가 교토제국대학 법학부에 입학해서 1905년에 졸업했다. 이후 도쿄에 돌아와 이시와타리 빈이치의 집에서 서생을 했다. 1907년 도쿄지방재판소 판사가 되었으며 나가노지방재판소 재판관, 대심원 판사, 도쿄공소원 상석부장을 역임했다. 재판관으로 있을 때 변호사이던 가타야마 데쓰가 노동법 제정, 가정재판소 설치 등을 요구하자 이를 수용했으며 가타야마 등이 만든 중앙법률상담소가 발행하는 『중앙법률신보』에 기고도 하는 등 가타야마와 깊은 관계가 있었다.
1925년 퇴직한 뒤 미쓰이신탁주식회사 법률고문이 되었다. 「신탁업법」이 1922년 제정된 뒤 1924년에 설립된 미쓰이신탁주식회사가 법률 전문가을 찾자 미부치가 이에 응했던 것이다. 이에 대해 아들인 간타로는 재판관 보수가 너무 적어 경제적인 이유로 전직한 것 아닌가 하는 추측을 훗날 한 적이 있다. 법률고문 외에 게이오기주쿠 대학 강사도 겸임했다.
전후에 「일본국 헌법」이 제정되어 대심원이 폐지되고 최고재판소가 만들어졌다. 당초 미부치는 초대 장관 후보로 거론되지 않았지만 가타야마 내각에 사법상으로 입각한 스즈키 요시오가 가타야마에게 미부치를 추천했고 변호사 시절부터 미부치와 알고 지내던 가타야마가 이를 받아들여 미부치가 초대 장관으로 지명되었다. 또한 재판관 임명 자문위원회에 대심원 시절 미부치의 동료들이 있었고 미부치의 백부로부터 도움을 받은 적이 있던 전 아이즈번주 마쓰다이라 쓰네오가 참의원 의장으로 있어 이들 역시 미부치를 적극적으로 지지했다.
중앙공직적합심사위원회 심사를 받는 동안 1947년 7월 22일과 28일에 재판관 임명 자문위원회가 최고재판소 재판관 후보자에 미부치의 이름을 올렸다. 그리고 8월 4일 정식으로 최고재판소 장관으로 취임했다. 당시 미부치는 67세 5개월이었는데 이는 지금도 깨지지 않은 역대 최고령 취임 기록이다.
장관 취임식에서 미부치는 "재판관은 세상 물정을 몰라선 안 된다. 정치에 얽혀서는 안 되지만 정치의 동향에 무관심해서도 안 된다. 국민을 위해, 좋은 재판소를 만들기 위해 어떻게 하면 좋을지 다른 14명의 재판관과 상담하고 공부해 나가길 원한다"라고 말했다. 또한 스즈키에게 명경지수의 심경으로 종사하는 재판관이 세속적인 인사행정에 영향을 받아선 안 된다며 사법상에 버금가는 사무총장을 두어 최고재판소의 행정을 담당하게 할 것을 건의했다. 스즈키는 이를 받아들였지만 사무총장의 대우는 대신급보단 낮은 차관급이 되었다.
제2차 세계 대전의 여파로 대심원 건물이 대부분 파괴돼서 쓸 수 없었기에 고쿄 내에 있는 옛 추밀원 청사에서 최고재판소 재판관 회의가 처음 열렸다. 이 회의에서 장관을 중심으로 한 자리 순서, 육법전서나 필기 용구 등의 구입 등을 결의했다. 하지만 추밀원 청사에서 재판까지 할 수는 없었기에 가스미가세키에 있던 도쿄지방재판소 청사의 2층에서 셋방살이를 해야 했다. 그나마 이곳도 협소하여 비어 있던 판사실이 3개밖에 없어 하나의 방에서 재판관 5명이 일을 봐야 했다. 한편 미부치의 집도 전쟁 중에 공습으로 불타버려서 장관 관저가 만들어질 때까지 오다와라시에서 전철로 출퇴근을 했다.
1948년 3월 연합군 최고사령부(GHQ)에 재판관의 지위가 검찰관을 비롯한 다른 공무원과 동일하게 보이지 않도록 별도의 보수 체계로 분리해줄 것을 건의했다. GHQ가 이를 받아들여서 「재판관의 보수 등에 관한 법률」이 제정되었다. 한편 한 달 앞서서 GHQ가 GHQ의 지령에 근거한 처분은 일본 재판소가 판단하지 못하도록 할 것을 요청하자 이를 받아들였다. 직후에 도쿄지방재판소가 공직 추방 금지 가처분 신청을 받아들인 것을 취소하도록 했다.
1949년 1월 처음으로 최고재판소 재판관 국민심사가 진행됐다. 미부치의 파면에 찬성한 사람은 1,677,616만 명으로 전체의 5.55%로 파면당하지 않았는데 15명 재판관 중에서 파면에 찬성한 수가 가장 많았다.
이 무렵 미부치는 내장에 종양이 생겨 장관 업무를 수행하지 못하고 있었다. 1948년 10월부터 출근도 하지 못했으며 장관이 담당하는 대법정의 재판장도 다른 재판관이 대행하고 있었다. 당시 국회는 이러한 최고재판소 장관의 장기 결근을 문제삼기도 했다. 1949년 4월 20일 최고재판소 재판관 회의는 '미부치 장관의 병세가 나아져 머지 않아 출근할 수 있을 것으로 보인다. 법에서 규정한 파면의 이유는 되지 않는다'고 결의했으며 한 달 뒤인 5월 30일 미부치가 출근을 재개했다. 하지만 1950년 2월 재판소에서 업무를 보다가 갑자기 쓰러졌다. 한 달 뒤에 정년 퇴직했는데 이 때도 병상에 누워 있었으며 그로부터 4개월 뒤에 결국 사망했다. 다음 날에 정3위가 추서됐다.
평소 취미는 독서였으며 한적(漢籍)에도 조예가 깊었다. 특히 《자치통감》을 애독했다. 그 외에도 조루리, 노, 연극, 회화 감상을 즐겼다.

## 저서
- 『民法概説』 慶應義塾出版局, 1924년
- 『民法概論』 慶應義塾出版局, 1924년
- 『信託法通釈』 大岡山書店, 1926년
- 『日本民法新講-総則編・物権編』 梓書房, 1929년
- 『信託法大意』 梓書房, 1929년
- 『日常生活と民法』 法曹会, 1930년
- 『世間と人間』 朝日新聞社, 1950년

## 참고 문헌
- 野村二郎 (1986). 《最高裁全裁判官：人と判決》 (일본어). 三省堂. ISBN 9784385320403.
- 野村二郎 (2004). 《日本の裁判史を読む事典》 (일본어). 自由国民社. ISBN 9784426221126.
- 山本祐司 (1997). 《最高裁物語（上）》 (일본어). 講談社+α文庫. ISBN 9784062561921.
- 西川伸一 (2012). 《最高裁裁判官国民審査の実証的研究　「もうひとつの参政権」の復権をめざして》 (일본어). 五月書房. ISBN 9784772704960.
- 長嶺超輝 (2007). 《サイコーですか?最高裁!》 (일본어). 光文社. ISBN 9784334975319.
- 田中二郎; 佐藤功; 野村二郎 (1980). 《戦後政治裁判史録 1》 (일본어). 第一法規出版. ISBN 9784474121119.
- 佐野比呂己 (2010년 3월). “教材「ろくをさばく」をめぐって”. 《国語論集》 (일본어) (北海道教育大学釧路校国語科教育研究室) 7. NAID 110009444025.
- 佐野比呂己 (2009년 8월). “教材「ろくをさばく」考(2)”. 《北海道教育大学紀要. 教育科学編》 (일본어) (北海道教育大学) 60 (1). NAID 110007224817.
- 佐野比呂己 (2009년 12월). “教材「ろくをさばく」考(3)”. 《釧路論集 : 北海道教育大学釧路分校研究報告》 (일본어) (北海道教育大学) (41). ISSN 0287-8216. NAID 110008767341.
- 佐野比呂己 (2010년 2월). “教材「ろくをさばく」考(4)”. 《釧路論集 : 北海道教育大学釧路分校研究報告》 (일본어) (北海道教育大学) 41. ISSN 0287-8216. NAID 110008428846.
- 佐野比呂己 (2010년 10월). “教材「ろくをさばく」考(5)”. 《北海道教育大学紀要. 教育科学編》 (일본어) (北海道教育大学) 61 (1). NAID 110008428896.

| 전임 (초대) | 초대 최고재판소 장관 1947년 8월 4일~1950년 3월 2일 | 후임 다나카 고타로 |